# Matthew Tuck
Matthew "Matt" Tuck (født 20. januar 1980 i Bridgend, Sydwales) er sanger og rytmeguitarist i metal-core bandet Bullet for my Valentine sammen med leadguitaristen Michael "Padge" Paget, bassisten Jason "Jay" James og trommeslageren Michael "Moose" Thomas.